# Ermita de Santa Bárbara (Tudela)
La ermita de Santa Bárbara de Tudela (Navarra) fue una ermita construida a principios del siglo XVII en el cerro de su mismo nombre utilizando el deteriorado torreón central del Castillo —la Torre de don Mejón—, o lo poco que quedaba de él. La ermita sirvió también de atalaya y, por medio de una campana, se alertaba a la población de las tempestades. 

## Historia y cronología de construcción
La ermita de Santa Bárbara fue fundada en 1610 por Bárbara Corella. En 1611 se dio la primera misa.
Durante la Guerra de Independencia, en 1809, los franceses la repararon y la utilizaron como fuerte, razón por la cual Espoz y Mina la derribó en 1816 tras echar al enemigo y para evitar futuros acontecimientos. 
En 1822 se construyó un pequeño fuerte sobre los antiguos cimientos de la ermita. 
Sobre sus ruinas, se levantó en 1942 el actual Monumento al Corazón de Jesús.

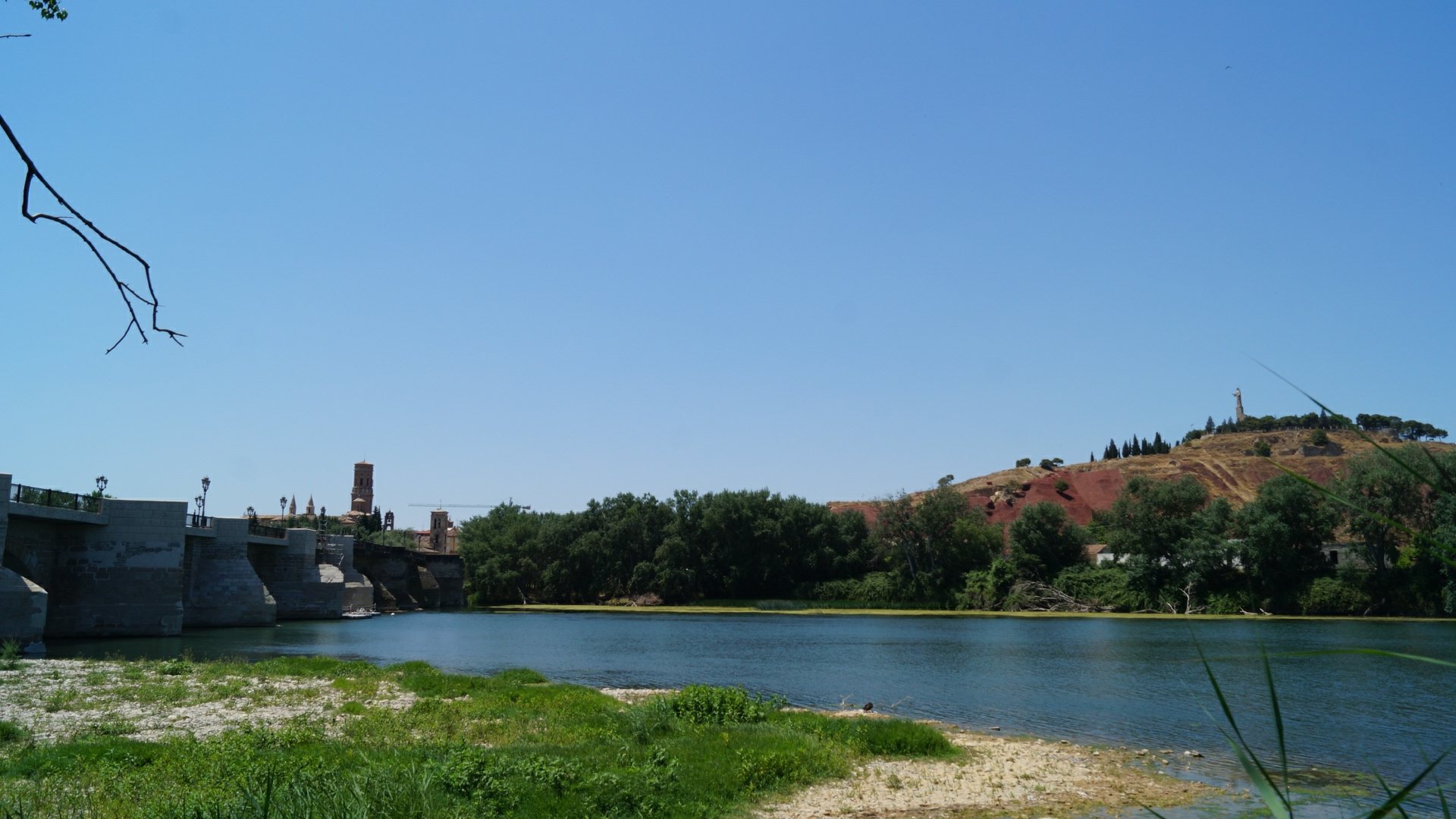
Puente de Tudela (Navarra). Vista desde la margen izquierda del río Ebro. A la derecha se observa el cerro de Santa Bárbara y la silueta del Monumento al Corazón de Jesús recortando el horizonte.